# Ла-Кондоміна
«Ла-Кондоміна» (ісп. Estadio de La Condomina) — футбольний стадіон у Мурсії. 

## Історія
Стадіон в Мурсії був побудований в 1920-х роках, перший матч відбувся 25 грудня 1924 року. Більше 80 років клуб «Реал Мурсія» проводив на полі «Ла-Кондоміни» свої матчі, в тому числі і іспанської Прімери. З 1999 року на стадіоні також грав клуб «Сьюдад де Мурсія».

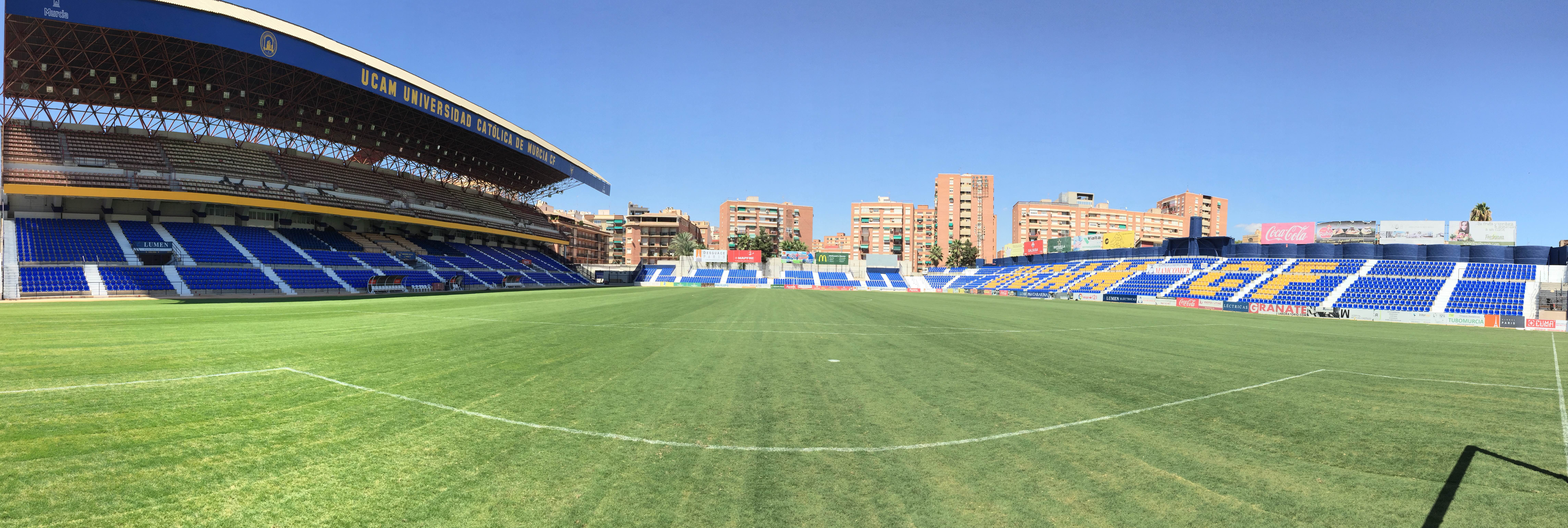
Стадіон у 2016 році

В 2000-ні року місткість і інфраструктура не відповідали міжнародному рівню. «Реал Мурсія» у 2006 році переїхав на побудований стадіон «Нуева-Кондоміна» (Нова Кондоміна), а наступного року «Сьюдад де Мурсія» була продана бізнесмену з Гранади та переїхала в Андалусію.
В результаті на «Ла-Кондоміні» залишились виступати лише аматорські команди нижчого рівня, а також жіночі та юнацькі клуби. 
З 2014 року став грати нижчоліговий клуб «УКАМ Мурсія».